# 마리 에이픽

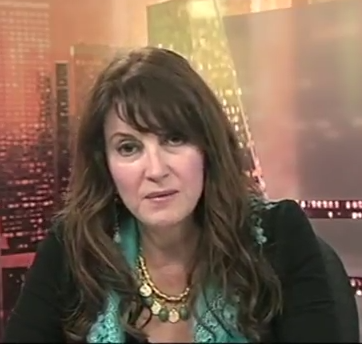

마리 에이픽(Mary Apick, 1957년 1월 1일 ~ )은 이란의 배우, 영화 프로듀서, 영화배우이다.
테헤란에서 태어났다.

## 영화
- 더 퍼슈트 (2018년) - 마리 역
- 로야 (2018년) - 파리 역
- 먼데이 나이츠 앳 세븐 (2016년)
- 프라이스 포 프리덤 (2015년)
- 스트로 돌스 (2015년)
- 아이 엠 네다 (2012년) - 하자르 로스타미 역